# Kulon rzeczny
Kulon rzeczny (Burhinus senegalensis) – gatunek średniej wielkości ptaka z rodziny kulonów (Burhinidae). Zamieszkuje tropikalne tereny Afryki, na południe od Sahary oraz w Dolinie i Delcie Nilu. Swym wyglądem przypomina kulona zwyczajnego (Burhinus oedicnemus) i nadwodnego (B. vermiculatus). Gatunek ten nie jest zagrożony wyginięciem, IUCN przyznaje mu status najmniejszej troski (LC), jednak jego populacja jest raczej skromna.

## Taksonomia
Gatunek ten opisał William Swainson w roku 1837. Holotyp odłowiono w Senegalu (epitet gatunkowy honoruje holotyp). Autor nadał gatunkowi nazwę Œdicnemus senegalensis. Obecnie (stan z roku 2021) kulon rzeczny umieszczany jest w rodzaju Burhinus; nie wyróżnia się podgatunków (gatunek monotypowy). Najbliższym krewnym kulona rzecznego jest kulon plamisty (B. capensis).

### Etymologia
Nazwa rodzajowa Burhinus pochodzi od dwóch greckich słów: Bou – duży, wielki i rhinos – nos.

### Filogenetyka
Przeprowadzono badania DNA i RAG-1, aby sprawdzić pokrewieństwo między ptakami z rzędu siewkowych (Charadriiformes), między siewkowcami (Charadrii) i mewowcami (Lari). Poniższy kladogram opisuje pozycję systematyczną kulona rzecznego (poniżej znajduje się fragment rodzaju Burhinus z kladogramu):
|  | B. capensis     |
|  |                 |
|  | B. senegalensis |
|  |                 |

|  | B. vermiculatus |
|  |                 |
|  | B. oedicnemus   |
|  |                 |

|  | B. capensis     |
|  |                 |
|  | B. senegalensis |
|  |                 |

|  | B. vermiculatus |
|  |                 |
|  | B. oedicnemus   |
|  |                 |

|  | B. capensis     |
|  |                 |
|  | B. senegalensis |
|  |                 |

|  | B. vermiculatus |
|  |                 |
|  | B. oedicnemus   |
|  |                 |

|  | B. capensis     |
|  |                 |
|  | B. senegalensis |
|  |                 |

|  | B. vermiculatus |
|  |                 |
|  | B. oedicnemus   |
|  |                 |

|  | B. superciliaris |
|  |                  |
|  | B. bistriatus    |
|  |                  |

|  | B. capensis     |
|  |                 |
|  | B. senegalensis |
|  |                 |

|  | B. vermiculatus |
|  |                 |
|  | B. oedicnemus   |
|  |                 |

|  | B. capensis     |
|  |                 |
|  | B. senegalensis |
|  |                 |

|  | B. vermiculatus |
|  |                 |
|  | B. oedicnemus   |
|  |                 |

|  | B. capensis     |
|  |                 |
|  | B. senegalensis |
|  |                 |

|  | B. vermiculatus |
|  |                 |
|  | B. oedicnemus   |
|  |                 |

|  | B. capensis     |
|  |                 |
|  | B. senegalensis |
|  |                 |

|  | B. vermiculatus |
|  |                 |
|  | B. oedicnemus   |
|  |                 |

|  | B. superciliaris |
|  |                  |
|  | B. bistriatus    |
|  |                  |

## Występowanie
Gatunek ten występuje szeroko w Afryce. Stwierdzony w Senegalu, Gambii, Nigerii, Kamerunie, Czadzie, Republice Środkowoafrykańskiej, Demokratycznej Republice Konga, Sudanie i Sudanie Południowym, Etiopii, Somalii, Tanzanii, Ugandzie, Rwandzie, Erytrei, Dżibuti. Lęgowy także w Egipcie, w Delcie Nilu i rejonie Kairu. Preferuje siedliska bardziej podmokłe, błotniste brzegi rzek, zakrzewienia przybrzeżne, piaszczyste wybrzeża, pola uprawne, niż np. suche stepy. Jest to nocny ptak, ale potrafi także być aktywny w dzień.

## Morfologia

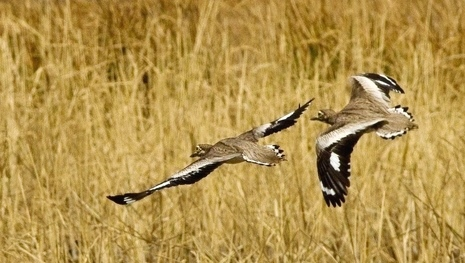
Lecące kulony rzeczne (Gambia)

Długość ciała dorosłego osobnika to 35–39 cm (HBW szacuje długość ciała na 32–38 cm).
Kulon rzeczny jest podobny do kulona zwyczajnego (B. oedicnemus) i kulona nadwodnego (B. vermiculatus), często jest z nimi mylony. Jest jednak od nich nieco mniejszy. Dziób kulona rzecznego jest mocniejszy niż u zwyczajnego, ponadto u B. senegalensis na dziobie dominuje więcej czerni, a u jego nasady widoczne są małe rozbłyski żółci. Nogi kulona rzecznego są koloru zielonkawożółtego, u zwyczajnego jaskrawożółte. Ogon także się różni u B. senegalensis – sterówki zewnętrzne gładsze niż u kulona. Kulon rzeczny posiada szary pasek na skrzydle, bez białej plamy w jego środku, ma także duże plamy na lotkach. Młody osobnik (juv.) bardzo podobny do dorosłego, ale jego plamy na skrzydłach są większe.

### Głos
Głos kulona rzecznego jest łudząco podobny do dźwięku ostrygojada zwyczajnego (Haematopus ostralegus). Kulon rzeczny wydaje serię płaczliwych odgłosów (gwizdów), które z czasem wolno opadają, a piosenka się kończy. Odgłos kulona rzecznego: „piupi pi-pi-pii-pii-pii-pi-pi…”.
W nocy natomiast ptak ten zaczyna bardzo głośno śpiewać, można usłyszeć jego gwizdy i trele.

## Ekologia i zachowanie

### Odżywianie się
Ptak ten nie jest wybredny. Odżywia się przede wszystkim bezkręgowcami np. chrząszczami (Coleoptera), prostoskrzydłymi (Orthoptera), mięczakami (Mollusca), skorupiakami (Crustacea), ale nie gardzi także drobnymi kręgowcami: jaszczurkami (Lacertilia), płazami (Amphibia) np. Neobatrachia, kijankami oraz małymi ssakami, jak gryzonie (Rodentia). Ptak powoli skrada się do ofiary, a następnie błyskawicznie ją chwyta szybkim uderzeniem dzioba. Duże oczy kulona mogą sugerować, że jest to nocny drapieżca. Co ciekawe, często poluje w małych grupkach ok. 1 km od brzegu.

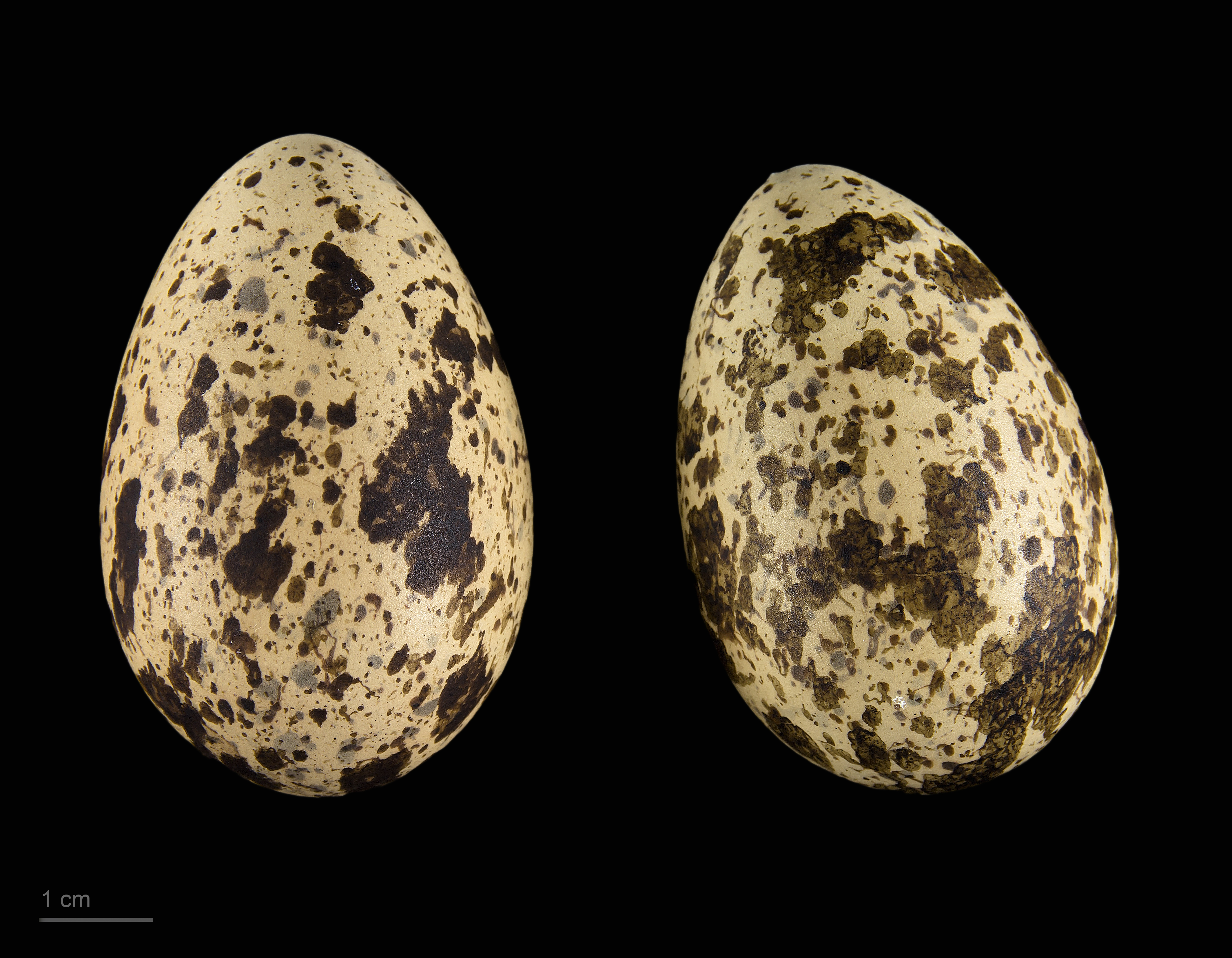
Jaja kulona rzecznego z kolekcji muzealnej

### Wędrówki
Jest to gatunek raczej osiadły. Migracje tego ptaka często są związane z porą deszczową lub porą suchą. Większość migrantów to populacje ptaków z zachodniej Afryki, przeważnie zimują w Demokratycznej Republice Konga oraz Senegalu. Ptaki występujące w Sierra Leone i Nigerii są osiadłe, czasem jednak odbywają krótkie podróże.

### Rozmnażanie
Kulony rzeczne tworzą monogamiczne pary. Okres godowy zaczyna się często przed porą deszczową, wtedy kiedy poziom wody w rzece jest niski. Gniazda są często zakładane na zalanych wysepkach. Jaja są składane w różnych miesiącach, w zależności od zasięgu występowania: od marca do czerwca w Egipcie, od kwietnia do sierpnia w Senegambii, w kwietniu w Sierra Leone, głównie od marca do sierpnia w Nigerii, od maja do września w Mali, od marca do czerwca oraz od września do listopada w Kenii. Dorosłe ptaki są bardzo terytorialne i agresywne w okresie lęgowym, jednak populacje egipskie często przebywają w małych koloniach: obserwowano 21 gniazd blisko siebie. Podczas ataku przyjmują pozycję typową dla kulonów (z rozłożonymi skrzydłami i wyciągniętą szyją). Gniazdo to płytki, piaszczysty dołek w ziemi, czasem wyściełany muszelkami lub fragmentami gałązek. Samica składa 2 jaja. Pisklęta są koloru szarego z czarnymi kropkami. Młode przez 1 dzień życia spędzają w gnieździe. Oboje rodzice opiekują się pisklętami, mimo to pisklęta to typowe zagniazdowniki.

## Status
Międzynarodowa Unia Ochrony Przyrody (IUCN) uznaje kulona rzecznego za gatunek najmniejszej troski (LC – Least Concern), ze względu na swój duży zasięg występowania. Liczebność populacji została oszacowana na 13 000 – 33 000 (niektóre źródła mówią, że 25 000 – 100 000) osobników dorosłych. Trend liczebności populacji nie jest jednak znany.